# Muajjad al-Din al-Urdi
Al-Urdi, s celim imenom Muajjad Al-Din Al-Urdi Al-Amiri Al-Dimaški (arabsko مؤيد الدين العرضي العامري الدمشقي, muajid aldijn aleardii aleamirii aldimashqii) je bil srednjeveški sirski arabski astronom in geometer, * okoli 1200, † 1266.

## Življenje
Rojen je bil v  vasi ʿUrḍ v Sirski puščavi med Palmiro in Resafo in nekje pred letom 1239 prišel v Damask, kjer je delal kot inženir in učitelj geometrije ter izdeloval instrumente za al-Malika al-Mansurja iz Homsa. Leta 1259 se je odzval na prošnjo Nasirja al-Din al-Tusija, naj pomaga zgraditi observatorij v Maraghi pod pokroviteljstvom Hulegu kana, in se preselil v Maragho v severozahodnem Iranu.
Al-Urdijevi najpomembnejši deli sta Risālat al-Raṣd, razprava o opazovalnih instrumentih, in Kitāb al-Hayʾa (كتاب الهيئة), delo o teoretični astronomiji. Najbolj opazno je vplival na Bar Hebraeusa in Qutb al-Din al-Širazija. V svojih delih ga je citiral arabski astronom Ibn al-Šatir.
Al-Urdi je za observatorij v Maraghi zgradil posebne naprave in vodna kolesa za oskrbo observatorija s pitno vodo. Skonstruiral je tudi nekaj instrumentov, ki so jih uporabljali v observatoriju, leta 1261/1262. Al-Urdijev sin, ki je prav tako delal v observatoriju, je naredil kopijo očetove Kitāb al-Hayʾa in leta 1279 izdelal nebesni globus. Njegov globus je leta 1562 kupil saški volilni knez Avgust in je od takrat shranjen v Dresdenu, zdaj v Matematično-fizikalnem salonu.
Al-Urdi je bil član skupine islamskih astronomov iz 13. in 14. stoletja, ki so bili dejavni kritiki astronomskega modela, predstavljenega v Ptolomajevem Almagestu. Njihova dela so v 15. stoletju prišla v Evropo in morda vplivala na Kopernikovo delo De revolutionibus orbium coelestium (O kroženju nebesnih krogel). To velja zlasti za "Urdijevo lemo", razširitev Apolonijevega izreka, ki je omogočila zamenjavo ekvanta v Ptolemajevem astronomskem modelu z enakovrednim epiciklom, ki se giblje okoli diferenta s središčem na polovici razdalje do točke ekvanta.